# Dominika Gawliczková
Dominika Gawliczková (* 22. srpna 1992, Havířov) je česká cestovatelka.
Ve svých devatenácti letech absolvovala cestu na malém motocyklu z Česka až do Portugalska (celkem najela bezmála deset tisíc kilometrů). Následujícího roku cestovala po severu Evropy. Z těchto dvou cest později vznikla kniha Dominika na cestě (2015). Roku 2014 absolvovala cestu do Kyrgyzstánu. Následujícího roku projela spolu s expedicí Transtrabant, kterou vedl její přítel Dan Přibáň, napříč Austrálií a Tichomořím. V letech 2016 až 2017 strávila deset měsíců na cestě malým motocyklem z Kolumbie do Uruguaye. Tuto cestu Gawliczková popisuje ve své druhé knize Dominika na cestě Jižní Amerikou (2018). V květnu 2019 se vydala na cestu po Japonsku.
Jezdila na motocyklech Yamaha Tricker a Honda Zoomer Ruckus.
Během svého cestování vystudovala obor Automobilní a dopravní inženýrství na fakultě strojního inženýrství Vysokého učení technického v Brně, který v roce 2014 úspěšně zakončila obhajobou bakalářské práce na téma Expediční úprava motocyklu a získala tak titul bakalář.